# Paraselenio

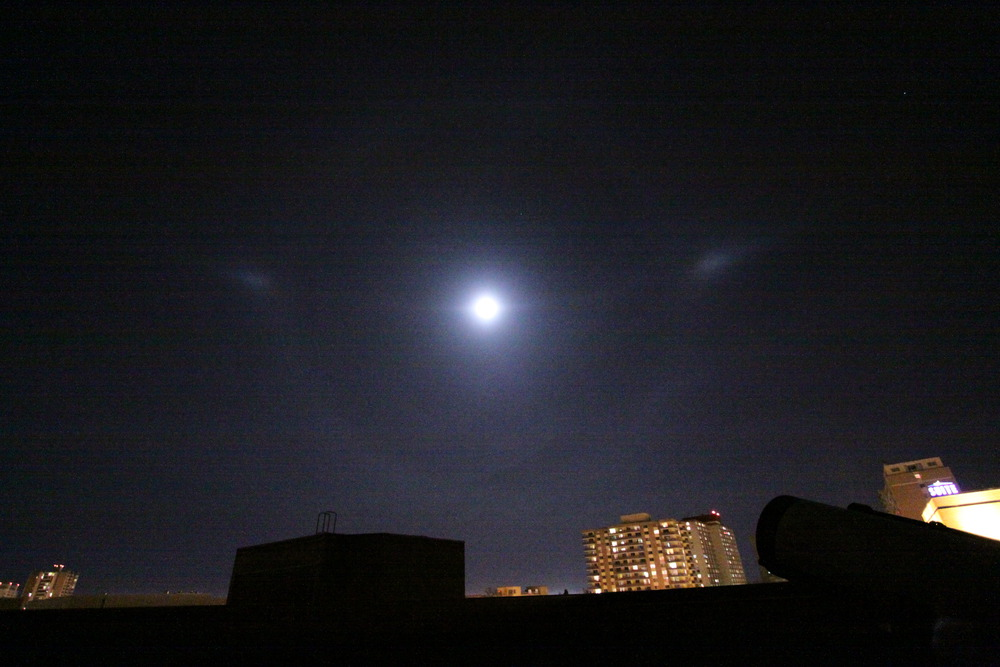
Paraselenio

Il paraselenio è un fenomeno ottico atmosferico che consiste nell'apparizione di macchie luminose a 22° a destra e/o a sinistra della Luna, note comunemente come cani lunari. 
È dovuto alla rifrazione della luce lunare da parte di cristalli di ghiaccio di forma esagonale presenti nelle nubi chiamate cirri.
Il paraselenio è un fenomeno analogo al parelio ma è più raro, perché la luce della Luna è più debole di quella del Sole e per essere prodotto è necessario che la Luna sia piena o quasi.